# BES III
BES III (Espectròmetre de Pequín III, en les seves sigles en anglès) és un experiment de física de partícules que es troba al col·lisionador electró-positró de Pequín (BEPC II) a l'Institut de Física d'Altes Energies (IHEP) d'aquesta ciutat. L'experiment és dissenyat per a estudiar la física del quark encant, charmonium, i desintegracions d'hadrons lleugers. També realitza estudis del leptó tau, de la teoria de la interacció forta (QCD), i cerques de física més enllà del model estàndard. L'experiment va començar a recollir dades l'estiu de 2008.
El detector BES III analitza col·lisions electró-positró generades pel col·lisionador circular BEPC II (amb una circumferència de 240 m) a energies de col·lisió variable entre 2 i 4.63 GeV al centre de masses, i amb lluminositats de 1033 cm−2·s−1.
El detector del BES III és un cilindre simètric de 6 metres de llarg i un diàmetre de 7 metres, envoltant el punt d'interacció a la intersecció dels feixos dels 2 anells de BEPC II. Està format de 4 capes de detector: una cambra de deriva principal (MDC), un comptador de temps-de-vol (TOF), un calorímetre electromagnètic de iodur de cesi (CsI EMC), i un comptador de muons (Cambra de Muons, MC, µC). Les tres capes interiors de la cambra de deriva són dins d'un imant solenoide superconductor d'1 Tesla de camp magnètic.